# Begonia rotundifolia
Espèce
Begonia rotundifolia est une espèce de plantes de la famille des Begoniaceae.
L'espèce fait partie de la section Begonia.
Elle a été décrite en 1785 par Jean-Baptiste de Lamarck (1744-1829).

## Répartition géographique
Cette espèce est originaire du pays suivant : Haïti.